# Марк Атилий Регул Кален
Марк Ати́лий Регу́л Кале́н (лат. Marcus Atilius Regulus Calenus; IV век до н. э.) — римский политический деятель из плебейского рода Атилиев, консул 335 года до н. э.
Коллегой Марка Атилия по консульству был прославленный полководец Марк Валерий Корв, избранный специально для того, чтобы закончить начавшуюся ранее войну с авзонами и сидицинами. Сенат без жеребьёвки поручил Корву командование в осаде города Калы; когда город был взят, Атилий получил совместное с коллегой командование в походе на сидицинов. Ко времени его консульства относится выведение в Калы римской колонии.
Сыном Марка Атилия был консул 294 года до н. э. того же имени.